# Maserati MCXtrema
Maserati MCXtrema – supersamochód klasy wyższej produkowany pod włoską marką Maserati od 2023 roku.

## Historia i opis modelu
W drugiej połowie lipca 2023 Maserati podczas Monterey Car Week w amerykańskiej Kalifornii przedstawiło supersamochód o torowej, wyczynowej charakterystyce będący pierwszą taką konstrukcją od czasu prezentacji modelu MC12 Corsa z 2006 roku i manifestując możliwości konstruktorów włoskiej firmy na polu supersamochodów. MCXtrema powstał w oparciu o technikę regularnego modelu MC20, dzieląc z nim płytę podłogową i ogólną bryłę nadwozia, zachowując zarazem unikalny projekt stylistyczny. Pas przedni wyróżnił się dużym wlotem powietrza, a także nisko osadzonym oświetleniem, z kolei matowy lakier wzbogacono numerami startowymi na drziwach. Tył zwieńczyło rozbudowane oświetlenie, a także duże skrzydło. Samochód wyposażono standardowo tylko w jeden fotel, a siedzisko dla pasażera jest opcjonalne. 5-calowy ekran wbudowano w czteroramienną kierownicę, a pasy kubełkowe fotele oplotły 6-punktowe pasy bezpieczeństwa.
MCXtrema jest najmocniejszym samochodem wyścigowym wyprodukowanym przez Maserati. 6-biegowa sekwencyjna skrzynia biegów przenosi na tylną oś moc we współpracy z 730-konnym podwójnie turbodoładowanym silnikiem benzynowym typu V6 o pojemności 3 litrów. Na potrzeby MCXtremy jednostka napędowa została specjalnie zmodyfikowana, dodając nowy układ wydechowy, inne turbosprężarki i oprogramowanie.

### Sprzedaż
Maserati MXCtrema jest supersamochodem przeznaczonym do poruszania się wyłącznie w warunkach torowych, bez homologacji do legalnego przemieszczania się po drogach publicznych. Wyścigowy supersamochód zbudowany został w ściśle limitowanej serii 62 egzemplarzy, które skierowano do wyselekcjonowanego grona odbiorców w postaci wieloletnich kolekcjonerów innych modeli Maserati.

### Silnik
- V6 3.0l 740 KM